# Озан Туфан
Озан Туфан (тур. Ozan Tufan, нар. 23 березня 1995) — турецький футболіст, центральний півзахисник клубу «Трабзонспор».

## Клубна кар'єра
У дорослому футболі дебютував 2012 року виступами за команду клубу «Бурсаспор», в якій провів три сезони, взявши участь у 42 матчах чемпіонату. 
До складу клубу «Фенербахче» приєднався 2015 року. Відтоді встиг відіграти за стамбульську команду 128 матчів в національному чемпіонаті.

## Виступи за збірну
21 травня 2014 року дебютував в офіційних матчах у складі національної збірної Туреччини. 3 вересня того ж року відкрив лік своїм голам у складі збірної, вразивши у товариській грі ворота збірної Данії. На вересень 2021 року провів у формі головної команди країни 65 матчів, забивши 9 голів.